# ユタ試験訓練場
ユタ試験訓練場（英語: Utah Test and Training Range, UTTR）は、アメリカ合衆国ユタ州ソルトレイクシティの西約130kmに位置するグレートソルトレイク砂漠にあるアメリカ国防総省の軍事試験訓練場である。

## 概要
ユタ試験訓練場は現在、米国本土で最大の陸上超音速制限空域である。地上面積6,930㎢、空域49,000㎢以上を有し、これはウェストバージニア州の面積の約5分の4に相当する。この試験訓練場は、北区域と南区域に分かれており、州間高速道路80号線がこの2つの区域を隔てている。この試験訓練場は、ヒル空軍基地に駐屯するアメリカ空軍HQ UTTRによって維持・管理されている。

## 歴史
1942年にウェンドオーバー陸軍飛行場（後のウェンドオーバー空軍基地）として開設され、1945年から1946年にかけてはリパブリック・フォード JB-2（V1飛行爆弾のアメリカ版）、1950年代にはMGM-1 マタドール、1960年代にはLGM-30 ミニットマンの試験と開発が行われた。基地の土地は運用終了後に分割され、近隣の市に譲渡されたが、試験場用の土地は残され、1979年に空軍システム軍団傘下のユタ試験訓練場となった。

## 活用

### 軍事
ユタ試験訓練場は、アメリカ空軍、アメリカ陸軍、アメリカ海兵隊のさまざまな訓練や試験任務を受け入れている。爆発物の処理、実験的な軍事機器の試験、地上や空での軍事訓練などに頻繁に使用されている。また、軍事演習のためにダグウェイ実験場と緊密に連携している。

### 宇宙

ユタ試験訓練場に着陸したオサイリス・レックスのカプセル（2023年）

ユタ試験訓練場はNASAの惑星科学ミッションの一つであるサンプルリターンミッションの着陸地点としても頻繁に使用されている。2004年9月8日には太陽風の試料を入れたジェネシス 、2006年1月15日には宇宙塵の試料を入れたスターダストのカプセルが着陸した他、2023年9月24日には小惑星「ベンヌ」の試料を入れたオサイリス・レックスのカプセルが着陸した。